# Triaize
Triaize là một xã ở tỉnh Vendée trong vùng Pays de la Loire, Pháp. Xã này có diện tích 58,8 kilômét vuông, dân số năm 2006 là 976 người. Xã này nằm ở khu vực có độ cao trung bình 3 mét trên mực nước biển.

## Biến động dân số
| Năm | 1962 | 1968  | 1975 | 1982 | 1990  | 1999 | 2006 |
| --- | ---- | ----- | ---- | ---- | ----- | ---- | ---- |
| Dân số | 958  | 1 032 | 946  | 981  | 1 027 | 956  | 976  |
| From the year 1962 on: No double counting—residents of multiple communes (e.g. students and military personnel) are counted only once. |      |       |      |      |       |      |      |